# The Voice van Vlaanderen (seizoen 3)
Het derde seizoen van The Voice van Vlaanderen begon op 7 februari 2014 en eindigde op 23 mei 2014. Het vtm-programma werd gepresenteerd door An Lemmens en Sean Dhondt. Er waren drie nieuwe Vocal Coaches, namelijk Regi Penxten, Axelle Red en Bent Van Looy. Koen Wauters was de enige Vocal Coach die vorig seizoen ook actief was. Tom De Man uit het team van Bent van Looy won de finale op 23 mei. De overige finalisten waren Dunja Mees (team Regi Penxten), Laura Tesoro (team Koen Wauters) en Koen en Jo (team Axelle Red).
Tijdens de eerste zes afleveringen werden de "blinde audities" (Blind Auditions) afgewerkt, waar de vier coaches met de rug naar de deelnemers gekeerd de kandidaten voor hun respectievelijke teams kozen.

## Finales

### Halve finale: 17 mei 2014
| Nr. | Coach         | Kandidaat  | Coach | Publiek | Punten | Resultaat     |
| --- | ------------- | ---------- | ----- | ------- | ------ | ------------- |
| 1   | Bent Van Looy | Tom        | 40    | 74      | 114    | Finalist      |
| 2   | Bent Van Looy | Elie       | 60    | 24      | 86     | Uitgeschakeld |
| 3   | Regi          | Joke       | 35    | 64      | 99     | Uitgeschakeld |
| 4   | Regi          | Dunja      | 65    | 36      | 101    | Finalist      |
| 5   | Koen Wauters  | Laura      | 60    | 77      | 137    | Finalist      |
| 6   | Koen Wauters  | Eva        | 40    | 23      | 63     | Uitgeschakeld |
| 7   | Axelle Red    | Emma       | 40    | 44      | 84     | Uitgeschakeld |
| 8   | Axelle Red    | Koen en Jo | 60    | 56      | 116    | Finalist      |

### Finale: 23 mei 2014
| Plaats | Kandidaat        | Coach         |
| ------ | ---------------- | ------------- |
| 1      | Tom De Man       | Bent Van Looy |
| 2      | Laura Tesoro     | Koen Wauters  |
| 3      | Koen en Jo Smets | Axelle Red    |
| 4      | Dunja Mees       | Regi Penxten  |